# Élections cantonales de 2011 en Charente
Les élections cantonales ont eu lieu les 20 et 27 mars 2011.

## Contexte départemental

### Assemblée départementale sortante
Avant les élections, le conseil général de la Charente est présidé par Michel Boutant (PS). Il comprend 35 conseillers généraux issus des 35 cantons de la Charente. 18 d'entre eux sont renouvelables lors de ces élections.
| Parti                             | Sigle | Sigle | Élus |
| --------------------------------- | ----- | ----- | ---- |
| Majorité (23 sièges)              |       |       |      |
| Parti socialiste                  |       | PS    | 16   |
| Divers gauche                     |       | DVG   | 5    |
| Parti communiste français         |       | PCF   | 2    |
| Opposition (12 sièges)            |       |       |      |
| Union pour un mouvement populaire |       | UMP   | 8    |
| Divers droite                     |       | DVD   | 4    |
| Président du Conseil général      |       |       |      |
| Michel Boutant (PS)               |       |       |      |

## Résultats à l'échelle du département

### Résultats en nombre de sièges
| Parti | Sièges mis en jeu | Élus | Évolution |
| ----- | ----------------- | ---- | --------- |
| PS    | 12                | 12   | =         |
| UDI   | 0                 | 1    | +1        |
| UDF   | 1                 | 0    | -1        |
| UMP   | 4                 | 4    | =         |
| PCF   | 1                 | 1    | =         |

### Assemblée départementale à l'issue des élections

Étiquettes politiques des conseillers généraux de la Charente à la suite des cantonales de 2011.

À la suite des élections, la majorité départementale demeure à gauche (23 sièges contre 12). Michel Boutant (PS) est réélu président du Conseil général.
| Parti                                | Sigle | Sigle | Élus |
| ------------------------------------ | ----- | ----- | ---- |
| Majorité (23 sièges)                 |       |       |      |
| Parti socialiste                     |       | PS    | 13   |
| Divers gauche                        |       | DVG   | 9    |
| Parti communiste français            |       | PCF   | 1    |
| Opposition (12 sièges)               |       |       |      |
| Divers droite                        |       | DVD   | 7    |
| Union des démocrates et indépendants |       | UDI   | 3    |
| Union pour un mouvement populaire    |       | UMP   | 2    |
| Président du Conseil général         |       |       |      |
| Michel Boutant (PS)                  |       |       |      |

## Résultats par canton

### Canton d'Aigre
| Candidats      | Candidats      | Étiquette      | Premier tour | Premier tour | Second tour | Second tour |
| Candidats      | Candidats      | Étiquette      | Voix         | %            | Voix        | %           |
| -------------- | -------------- | -------------- | ------------ | ------------ | ----------- | ----------- |
|                | Brigitte Fouré | UMP            | 1 139        | 46,78        | 1 383       | 49,93       |
|                | Franck Bonnet* | PS             | 1 126        | 46,24        | 1 387       | 50,07       |
|                | Yves Guieau    | FN             | 170          | 6,98         |             |             |
|                |                |                |              |              |             |             |
| Inscrits       | Inscrits       | Inscrits       | 3 857        | 100,00       | 3 857       | 100,00      |
| Abstention     | Abstention     | Abstention     | 1 332        | 34,53        | 977         | 25,33       |
| Votants        | Votants        | Votants        | 2 525        | 65,47        | 2 880       | 74,67       |
| Blancs et nuls | Blancs et nuls | Blancs et nuls | 90           | 3,56         | 110         | 3,82        |
| Exprimés       | Exprimés       | Exprimés       | 2 435        | 96,44        | 2 770       | 96,18       |

*sortant

### Canton d'Angoulême-Est
| Candidats      | Candidats          | Étiquette      | Premier tour | Premier tour | Second tour | Second tour |
| Candidats      | Candidats          | Étiquette      | Voix         | %            | Voix        | %           |
| -------------- | ------------------ | -------------- | ------------ | ------------ | ----------- | ----------- |
|                | Janine Guinandie*  | PS             | 1 038        | 40,19        | 1 539       | 58,99       |
|                | Stéphanie Randazzo | UMP            | 887          | 34,34        | 1 070       | 41,01       |
|                | Isabelle Loulmet   | EELV           | 429          | 16,61        |             |             |
|                | Jean-Marie Mazeau  | PG             | 229          | 8,87         |             |             |
|                |                    |                |              |              |             |             |
| Inscrits       | Inscrits           | Inscrits       | 8 044        | 100,00       | 8 044       | 100,00      |
| Abstentions    | Abstentions        | Abstentions    | 5 348        | 66,48        | 5 176       | 64,35       |
| Votants        | Votants            | Votants        | 2 696        | 33,52        | 2 868       | 35,65       |
| Blancs et nuls | Blancs et nuls     | Blancs et nuls | 113          | 4,19         | 259         | 9,03        |
| Exprimés       | Exprimés           | Exprimés       | 2 583        | 95,81        | 2 609       | 90,97       |

*sortant

### Canton d'Angoulême-Nord
| Candidats      | Candidats          | Étiquette      | Premier tour | Premier tour | Second tour | Second tour |
| Candidats      | Candidats          | Étiquette      | Voix         | %            | Voix        | %           |
| -------------- | ------------------ | -------------- | ------------ | ------------ | ----------- | ----------- |
|                | Frédéric Sardin*   | PS             | 1 046        | 34,34        | 1 743       | 59,08       |
|                | Xavier Bonnefont   | UMP            | 748          | 24,56        | 1 207       | 40,92       |
|                | Anna Martinese     | FN             | 428          | 14,05        |             |             |
|                | Madeleine Labie    | EELV           | 405          | 13,30        |             |             |
|                | Nadine Guillet     | PCF            | 224          | 7,35         |             |             |
|                | Philippe Aiguillon | DVD            | 95           | 3,12         |             |             |
|                | Jean-Yves de Prat  | DLR            | 70           | 2,30         |             |             |
|                | Frédéric Vallon    | PLD            | 30           | 0,98         |             |             |
|                |                    |                |              |              |             |             |
| Inscrits       | Inscrits           | Inscrits       | 8 504        | 100,00       | 8 504       | 100,00      |
| Abstentions    | Abstentions        | Abstentions    | 5 393        | 63,42        | 5 331       | 62,69       |
| Votants        | Votants            | Votants        | 3 111        | 36,58        | 3 173       | 37,31       |
| Blancs et nuls | Blancs et nuls     | Blancs et nuls | 65           | 2,09         | 223         | 7,03        |
| Exprimés       | Exprimés           | Exprimés       | 3 046        | 97,91        | 2 950       | 92,97       |

*sortant

### Canton d'Angoulême-Ouest
- Conseiller général sortant : Philippe Lavaud (PS), maire d'Angoulême.

| Candidats      | Candidats             | Étiquette      | Premier tour | Premier tour | Second tour | Second tour |
| Candidats      | Candidats             | Étiquette      | Voix         | %            | Voix        | %           |
| -------------- | --------------------- | -------------- | ------------ | ------------ | ----------- | ----------- |
|                | Samuel Cazenave       | UMP            | 909          | 29,36        | 1 524       | 48,03       |
|                | David Comet           | PS             | 832          | 26,87        | 1 649       | 51,97       |
|                | Yseult Goutierre      | FN             | 448          | 14,47        |             |             |
|                | Yves Brion            | EELV           | 389          | 12,56        |             |             |
|                | Nicolas Baleynaud     | PCF            | 222          | 7,17         |             |             |
|                | Dominique de Lorgeril | DVD            | 177          | 5,72         |             |             |
|                | Michel Deboeuf        | NPA            | 66           | 2,13         |             |             |
|                | Alain Chailloux       | CNIP           | 53           | 1,71         |             |             |
|                |                       |                |              |              |             |             |
| Inscrits       | Inscrits              | Inscrits       | 9 323        | 100,00       | 9 323       | 100,00      |
| Abstentions    | Abstentions           | Abstentions    | 6 147        | 65,93        | 5 932       | 63,63       |
| Votants        | Votants               | Votants        | 3 176        | 34,07        | 3 391       | 36,37       |
| Blancs et nuls | Blancs et nuls        | Blancs et nuls | 80           | 2,52         | 218         | 6,43        |
| Exprimés       | Exprimés              | Exprimés       | 3 096        | 97,48        | 3 173       | 93,57       |

### Canton d'Aubeterre-sur-Dronne
Alain Rivière était le conseiller général sortant, élu en 2004 dès le premier tour. Il avait battu Pierre-Marcel Benoit, conseiller général depuis 1992, dès le premier tour. Cette élection a donc vu s'affronter les deux derniers conseillers généraux du canton.
| Candidats      | Candidats            | Étiquette      | Premier tour | Premier tour |
| Candidats      | Candidats            | Étiquette      | Voix         | %            |
| -------------- | -------------------- | -------------- | ------------ | ------------ |
|                | Alain Rivière*       | PS             | 962          | 67,84        |
|                | Pierre-Marcel Benoit | UMP            | 456          | 32,16        |
|                |                      |                |              |              |
| Inscrits       | Inscrits             | Inscrits       | 2 424        | 100,00       |
| Abstentions    | Abstentions          | Abstentions    | 939          | 38,74        |
| Votants        | Votants              | Votants        | 1 485        | 61,26        |
| Blancs et nuls | Blancs et nuls       | Blancs et nuls | 67           | 4,51         |
| Exprimés       | Exprimés             | Exprimés       | 1 418        | 95,49        |

*sortant

### Canton de Baignes-Sainte-Radegonde
Pierre Jaulin est décédé le 20 août 2013. C'est donc sa suppléante, Véronique Baudet (DVD), qui lui a succédé jusqu'à la fin de la mandature en 2015.
| Candidats      | Candidats       | Étiquette      | Premier tour | Premier tour |
| Candidats      | Candidats       | Étiquette      | Voix         | %            |
| -------------- | --------------- | -------------- | ------------ | ------------ |
|                | Pierre Jaulin*  | UMP            | 1 036        | 73,53        |
|                | Alain Gaignerot | PCF            | 373          | 26,47        |
|                |                 |                |              |              |
| Inscrits       | Inscrits        | Inscrits       | 3 285        | 100,00       |
| Abstentions    | Abstentions     | Abstentions    | 1 797        | 54,70        |
| Votants        | Votants         | Votants        | 1 488        | 45,30        |
| Blancs et nuls | Blancs et nuls  | Blancs et nuls | 79           | 5,31         |
| Exprimés       | Exprimés        | Exprimés       | 1 409        | 94,69        |

*sortant

### Canton de Cognac-Nord
| Candidats      | Candidats              | Étiquette      | Premier tour | Premier tour | Second tour | Second tour |
| Candidats      | Candidats              | Étiquette      | Voix         | %            | Voix        | %           |
| -------------- | ---------------------- | -------------- | ------------ | ------------ | ----------- | ----------- |
|                | Robert Richard*        | PS             | 1 531        | 33,69        | 2 689       | 58,12       |
|                | Jean-Hubert Lelièvre   | UMP            | 776          | 17,07        | 1 938       | 41,88       |
|                | Michel Jayat           | DVD            | 714          | 15,71        |             |             |
|                | Christophe Gillet      | FN             | 637          | 14,02        |             |             |
|                | Jean-François Herouard | EELV           | 446          | 9,81         |             |             |
|                | Sylvie Mamet           | PG             | 267          | 5,87         |             |             |
|                | Yann Demeyer           | DLR            | 174          | 3,83         |             |             |
|                |                        |                |              |              |             |             |
| Inscrits       | Inscrits               | Inscrits       | 11 804       | 100,00       | 11 804      | 100,00      |
| Abstentions    | Abstentions            | Abstentions    | 7 165        | 60,70        | 6 682       | 56,61       |
| Votants        | Votants                | Votants        | 4 639        | 39,30        | 5 122       | 43,39       |
| Blancs et nuls | Blancs et nuls         | Blancs et nuls | 94           | 2,03         | 495         | 9,66        |
| Exprimés       | Exprimés               | Exprimés       | 4 545        | 97,97        | 4 627       | 90,34       |

*sortant

### Canton de Confolens-Nord
| Candidats      | Candidats           | Étiquette      | Premier tour | Premier tour | Second tour | Second tour |
| Candidats      | Candidats           | Étiquette      | Voix         | %            | Voix        | %           |
| -------------- | ------------------- | -------------- | ------------ | ------------ | ----------- | ----------- |
|                | Jean-Louis Dutriat* | UMP            | 664          | 28,82        | 939         | 43,25       |
|                | Philippe Bouty      | PS             | 618          | 26,82        | 1 232       | 56,75       |
|                | Serge Boudesseul    | DVG            | 424          | 18,40        |             |             |
|                | Gilbert Germaneau   | PCF            | 421          | 18,27        |             |             |
|                | Jean-Pierre Thromas | FN             | 177          | 7,68         |             |             |
|                |                     |                |              |              |             |             |
| Inscrits       | Inscrits            | Inscrits       | 3 518        | 100,00       | 3 518       | 100,00      |
| Abstentions    | Abstentions         | Abstentions    | 1 153        | 32,77        | 1 207       | 34,31       |
| Votants        | Votants             | Votants        | 2 365        | 67,23        | 2 311       | 65,69       |
| Blancs et nuls | Blancs et nuls      | Blancs et nuls | 61           | 2,58         | 140         | 6,06        |
| Exprimés       | Exprimés            | Exprimés       | 2 304        | 97,42        | 2 171       | 93,94       |

*sortant

### Canton de Confolens-Sud
Jean-Noël Dupré a par la suite adhéré à l'UDI.
| Candidats      | Candidats           | Étiquette      | Premier tour | Premier tour | Second tour | Second tour |
| Candidats      | Candidats           | Étiquette      | Voix         | %            | Voix        | %           |
| -------------- | ------------------- | -------------- | ------------ | ------------ | ----------- | ----------- |
|                | Jean-Noël Dupré*    | UMP            | 1 083        | 39,48        | 1 464       | 53,88       |
|                | Denis Delage        | PCF            | 964          | 35,14        | 1 253       | 46,12       |
|                | Jean-Louis Aslanian | NC             | 466          | 16,99        |             |             |
|                | Loïc Gaudin         | FN             | 230          | 8,38         |             |             |
|                |                     |                |              |              |             |             |
| Inscrits       | Inscrits            | Inscrits       | 4 753        | 100,00       | 4 752       | 100,00      |
| Abstentions    | Abstentions         | Abstentions    | 1 944        | 40,90        | 1 914       | 40,28       |
| Votants        | Votants             | Votants        | 2 809        | 59,10        | 2 838       | 59,72       |
| Blancs et nuls | Blancs et nuls      | Blancs et nuls | 66           | 2,35         | 121         | 4,26        |
| Exprimés       | Exprimés            | Exprimés       | 2 743        | 97,65        | 2 717       | 95,74       |

*sortant

### Canton d'Hiersac
Laura Meunier est la seule candidate du Front National à s'être maintenue au second tour en Charente.
| Candidats      | Candidats            | Étiquette      | Premier tour | Premier tour | Second tour | Second tour |
| Candidats      | Candidats            | Étiquette      | Voix         | %            | Voix        | %           |
| -------------- | -------------------- | -------------- | ------------ | ------------ | ----------- | ----------- |
|                | Didier Louis*        | PS             | 2 119        | 55,93        | 2 855       | 71,34       |
|                | Laura Meunier        | FN             | 766          | 20,22        | 1 147       | 28,66       |
|                | Arnaud de Garsignies | UMP            | 625          | 16,50        |             |             |
|                | Joseph Rousseau      | PCF            | 279          | 7,36         |             |             |
|                |                      |                |              |              |             |             |
| Inscrits       | Inscrits             | Inscrits       | 9 472        | 100,00       | 9 464       | 100,00      |
| Abstentions    | Abstentions          | Abstentions    | 5 560        | 58,70        | 5 143       | 54,34       |
| Votants        | Votants              | Votants        | 3 912        | 41,30        | 4 321       | 45,66       |
| Blancs et nuls | Blancs et nuls       | Blancs et nuls | 123          | 3,14         | 319         | 7,38        |
| Exprimés       | Exprimés             | Exprimés       | 3 789        | 96,86        | 4 002       | 92,62       |

*sortant

### Canton de Jarnac
| Candidats      | Candidats            | Étiquette      | Premier tour | Premier tour | Second tour | Second tour |
| Candidats      | Candidats            | Étiquette      | Voix         | %            | Voix        | %           |
| -------------- | -------------------- | -------------- | ------------ | ------------ | ----------- | ----------- |
|                | Jean-Pierre Denieul* | PS             | 1 846        | 49,58        | 2 313       | 66,28       |
|                | Jean Hine            | UMP            | 896          | 24,07        | 1 177       | 33,72       |
|                | Patrick Jeannaud     | FN             | 642          | 17,24        |             |             |
|                | Jean-Marie Masson    | PCF            | 339          | 9,11         |             |             |
|                |                      |                |              |              |             |             |
| Inscrits       | Inscrits             | Inscrits       | 9 515        | 100,00       | 9 513       | 100,00      |
| Abstentions    | Abstentions          | Abstentions    | 5 672        | 59,61        | 5 775       | 60,71       |
| Votants        | Votants              | Votants        | 3 843        | 40,39        | 3 738       | 39,29       |
| Blancs et nuls | Blancs et nuls       | Blancs et nuls | 120          | 3,12         | 248         | 6,63        |
| Exprimés       | Exprimés             | Exprimés       | 3 723        | 96,88        | 3 490       | 93,37       |

*sortant

### Canton de Montbron
| Candidats      | Candidats          | Étiquette      | Premier tour | Premier tour |
| Candidats      | Candidats          | Étiquette      | Voix         | %            |
| -------------- | ------------------ | -------------- | ------------ | ------------ |
|                | Michel Boutant*    | PS             | 1 765        | 64,77        |
|                | Jean-François Siri | FN             | 629          | 23,08        |
|                | Hervé Barraud      | PCF            | 331          | 12,15        |
|                |                    |                |              |              |
| Inscrits       | Inscrits           | Inscrits       | 5 631        | 100,00       |
| Abstentions    | Abstentions        | Abstentions    | 2 641        | 46,90        |
| Votants        | Votants            | Votants        | 2 990        | 53,10        |
| Blancs et nuls | Blancs et nuls     | Blancs et nuls | 265          | 8,86         |
| Exprimés       | Exprimés           | Exprimés       | 2 725        | 91,14        |

*sortant

### Canton de Montmoreau-Saint-Cybard
| Candidats      | Candidats              | Étiquette      | Premier tour | Premier tour |
| Candidats      | Candidats              | Étiquette      | Voix         | %            |
| -------------- | ---------------------- | -------------- | ------------ | ------------ |
|                | Jean-Michel Bolvin*    | UMP            | 1 073        | 52,50        |
|                | Jean-Michel Vinsonnaud | PS             | 338          | 16,54        |
|                | Thierry Labrousse      | EELV           | 321          | 15,70        |
|                | Jean-Luc Rudeau        | FN             | 200          | 9,78         |
|                | Michel Joubert         | PCF            | 112          | 5,48         |
|                |                        |                |              |              |
| Inscrits       | Inscrits               | Inscrits       | 3 709        | 100,00       |
| Abstentions    | Abstentions            | Abstentions    | 1 612        | 43,46        |
| Votants        | Votants                | Votants        | 2 097        | 56,54        |
| Blancs et nuls | Blancs et nuls         | Blancs et nuls | 53           | 2,53         |
| Exprimés       | Exprimés               | Exprimés       | 2 044        | 97,47        |

*sortant

### Canton de Ruffec
| Candidats      | Candidats            | Étiquette      | Premier tour | Premier tour | Second tour | Second tour |
| Candidats      | Candidats            | Étiquette      | Voix         | %            | Voix        | %           |
| -------------- | -------------------- | -------------- | ------------ | ------------ | ----------- | ----------- |
|                | Bernard Charbonneau* | PS             | 1 300        | 40,68        | 1 722       | 52,21       |
|                | Laurent Perillaud    | UMP            | 1 147        | 35,89        | 1 576       | 47,79       |
|                | Michelle Mauvillain  | PCF            | 443          | 13,86        |             |             |
|                | Denis Bourdois       | DVG            | 306          | 9,57         |             |             |
|                |                      |                |              |              |             |             |
| Inscrits       | Inscrits             | Inscrits       | 6 445        | 100,00       | 6 445       | 100,00      |
| Abstentions    | Abstentions          | Abstentions    | 3 083        | 47,84        | 2 922       | 45,34       |
| Votants        | Votants              | Votants        | 3 362        | 52,16        | 3 523       | 54,66       |
| Blancs et nuls | Blancs et nuls       | Blancs et nuls | 166          | 4,94         | 225         | 6,39        |
| Exprimés       | Exprimés             | Exprimés       | 3 196        | 95,06        | 3 298       | 93,61       |

*sortant

### Canton de Saint-Amant-de-Boixe
| Candidats      | Candidats               | Étiquette      | Premier tour | Premier tour | Second tour | Second tour |
| Candidats      | Candidats               | Étiquette      | Voix         | %            | Voix        | %           |
| -------------- | ----------------------- | -------------- | ------------ | ------------ | ----------- | ----------- |
|                | Patrick Berthault*      | PCF            | 1 297        | 39,53        | 1 852       | 57,48       |
|                | Jean-Marc de Lustrac    | UMP            | 996          | 30,36        | 1 370       | 42,52       |
|                | Marie-Christine Cardoso | FN             | 571          | 17,40        |             |             |
|                | Claire Mariot-Durant    | EELV           | 318          | 9,69         |             |             |
|                | Alexandre Raguet        | NPA            | 99           | 3,02         |             |             |
|                |                         |                |              |              |             |             |
| Inscrits       | Inscrits                | Inscrits       | 7 021        | 100,00       | 7 021       | 100,00      |
| Abstentions    | Abstentions             | Abstentions    | 3 642        | 51,87        | 3 573       | 50,89       |
| Votants        | Votants                 | Votants        | 3 379        | 48,13        | 3 448       | 49,11       |
| Blancs et nuls | Blancs et nuls          | Blancs et nuls | 98           | 2,90         | 226         | 6,55        |
| Exprimés       | Exprimés                | Exprimés       | 3 281        | 97,10        | 3 222       | 93,45       |

*sortant

### Canton de Saint-Claud
| Candidats      | Candidats        | Étiquette      | Premier tour | Premier tour | Second tour | Second tour |
| Candidats      | Candidats        | Étiquette      | Voix         | %            | Voix        | %           |
| -------------- | ---------------- | -------------- | ------------ | ------------ | ----------- | ----------- |
|                | Claude Burlier*  | PS             | 1 790        | 44,18        | 2 375       | 62,66       |
|                | Jacques Marsac   | UMP            | 1 206        | 29,76        | 1 415       | 37,34       |
|                | Estelle Ducouret | FN             | 610          | 15,05        |             |             |
|                | Philippe Dauriac | PG             | 446          | 11,01        |             |             |
|                |                  |                |              |              |             |             |
| Inscrits       | Inscrits         | Inscrits       | 8 374        | 100,00       | 8 374       | 100,00      |
| Abstentions    | Abstentions      | Abstentions    | 4 182        | 49,94        | 4 339       | 51,82       |
| Votants        | Votants          | Votants        | 4 192        | 50,06        | 4 035       | 48,18       |
| Blancs et nuls | Blancs et nuls   | Blancs et nuls | 140          | 3,34         | 245         | 6,07        |
| Exprimés       | Exprimés         | Exprimés       | 4 052        | 96,66        | 3 790       | 93,93       |

*sortant

### Canton de Segonzac
- Conseiller général sortant : Philippe Bonnaud (UDF)

Jérôme Sourisseau a quitté le MoDem en 2012 pour adhérer à la FED, et de fait à l'UDI puisque ce parti en est membre.
| Candidats      | Candidats          | Étiquette      | Premier tour | Premier tour | Second tour | Second tour |
| Candidats      | Candidats          | Étiquette      | Voix         | %            | Voix        | %           |
| -------------- | ------------------ | -------------- | ------------ | ------------ | ----------- | ----------- |
|                | Jérôme Sourisseau  | MoDem          | 1 436        | 37,29        | 2 060       | 55,21       |
|                | Gérard Jouannet    | PS             | 873          | 22,67        | 1 671       | 44,79       |
|                | Geneviève Deprecq  | FN             | 637          | 16,54        |             |             |
|                | Michel Baldacchino | DVD            | 377          | 9,79         |             |             |
|                | Nathalie Lacroix   | PRG            | 293          | 7,61         |             |             |
|                | Jacques Vian       | PG             | 235          | 6,10         |             |             |
|                |                    |                |              |              |             |             |
| Inscrits       | Inscrits           | Inscrits       | 9 454        | 100,00       | 9 454       | 100,00      |
| Abstentions    | Abstentions        | Abstentions    | 5 502        | 58,20        | 5 454       | 57,69       |
| Votants        | Votants            | Votants        | 3 952        | 41,80        | 4 000       | 42,31       |
| Blancs et nuls | Blancs et nuls     | Blancs et nuls | 101          | 2,56         | 269         | 6,73        |
| Exprimés       | Exprimés           | Exprimés       | 3 851        | 97,44        | 3 731       | 93,28       |

### Canton de Villebois-Lavalette
Didier Jobit a par la suite adhéré à l'UDI.
| Candidats      | Candidats            | Étiquette      | Premier tour | Premier tour | Second tour | Second tour |
| Candidats      | Candidats            | Étiquette      | Voix         | %            | Voix        | %           |
| -------------- | -------------------- | -------------- | ------------ | ------------ | ----------- | ----------- |
|                | Didier Jobit         | UMP            | 1 320        | 43,28        | 1 700       | 54,21       |
|                | Jean-Claude Rambaud* | PS             | 1 083        | 35,51        | 1 436       | 45,79       |
|                | Catherine Meunier    | FN             | 396          | 12,98        |             |             |
|                | Gérald Gervais       | PCF            | 251          | 8,23         |             |             |
|                |                      |                |              |              |             |             |
| Inscrits       | Inscrits             | Inscrits       | 5 856        | 100,00       | 5 874       | 100,00      |
| Abstentions    | Abstentions          | Abstentions    | 2 724        | 46,52        | 2 593       | 44,14       |
| Votants        | Votants              | Votants        | 3 132        | 53,48        | 3 281       | 55,86       |
| Blancs et nuls | Blancs et nuls       | Blancs et nuls | 82           | 2,62         | 145         | 4,42        |
| Exprimés       | Exprimés             | Exprimés       | 3 050        | 97,38        | 3 136       | 95,58       |

*sortant